# Топката (филм, 1958)
„Топката“ (на румънски: Mingea) е румънски драматичен филм от 1958 година на режисьорите Андрей Блайер и Синиша Иветичи с участието на Йон Бодеану, Андрей Кодарчея и Санду Стиклару.

## Сюжет
Румъния, тридесетте години на XX век. Икономическата криза се отразява тежко на обществото. Един учител е уволнен от работа и се бори с всички сили за да свърже двата края. Неговият четиригодишен парализиран син мечтае да има футболна топка, с която да играе. Баща му, който иска да го види истински щастлив, взима спестяванията на болната си от шарка съпруга и заминава за града, за да търси топка. Започва да вали проливен дъжд и човекът намира подслон в закътано място, където е ограбен. През следващите няколко дни той отчаяно търси работа, за да възстанови парите си, но напразно. Човекът се запознава с група комунистически партийни членове, които го привличат към своята организация. Заедно с тях, той участва в демонстрации по улиците, които подкрепят социалистическото движение. Един от съмишлениците му, също комунист, купува топка за момчето и така сбъдва мечтата му.